# Rhinopithecus
Genre
Rhinopithecus (les rhinopithèques) est un genre de singes appartenant à la famille des Cercopithecidae. Il comprend toutes les espèces nommées « rhinopithèque » en français, sauf le Rhinopithèque à pieds noirs qui est classé dans le genre Pygathrix. Ces singes, dont le nez semble avoir été amputé, vivent tous en Asie du Sud-Est. Grâce à sa fourrure, le rhinopithèque de Chine supporte des températures extrêmes. Dans les sociétés de rhinopithèques, les mères occupent un rang plus élevé que les femelles sans petit, et les mâles ayant plusieurs partenaires acquièrent un statut supérieur.

## Classification scientifique
Les rhinopithèques sont des singes exclusivement asiatiques très proches d'un point de vue morphologique et taxonomique des doucs (genre Pygathrix).
Les taxinomistes ne sont d'ailleurs pas tous d'accord pour en faire un genre à part entière et le faible niveau de connaissance, tant des doucs que des rhinopithèques ne permet pas de pencher plus en faveur de l'une ou l'autre des argumentations. Le genre Rhinopithecus a été inclus dans Pygathrix par Groves (1970), Szalay & Delson (1979) et McKenna & Bell (1997), mais Jablonski & (Peng 1993) et Groves (2001) ont finalement réhabilité ce genre et l'ont à nouveau distingué comme un genre à part.

### Liste d'espèces
Selon NCBI (16 septembre 2017) :
- Rhinopithecus avunculus — Rhinopithèque du Tonkin[4],[5]
- Rhinopithecus bieti — Rhinopithèque brun[4],[5], Rhinopithèque de Monseigneur Biet[5], Rhinopithèque du Yunnan[réf. nécessaire] ou Rhinopithèque noir et blanc[réf. nécessaire]
- Rhinopithecus brelichi — Rhinopithèque jaune doré[4],[5] ou Rhinopithèque du Guizhou[réf. nécessaire]
- Rhinopithecus roxellana — Rhinopithèque de Roxellane[4],[5]
- Rhinopithecus strykeri — Rhinopithèque de Stryker[6]

## Caractéristiques du genre
D'un point de vue pratique, les 5 espèces de rhinopithèques sont faciles à distinguer de toutes les autres espèces de singes par un trait anatomique unique, à savoir un appendice nasal réduit à sa plus simple expression, muni de deux immenses narines fendues de haut en bas qui donnent l'impression que le nez a été amputé. 
Ces espèces sont souvent montagnardes ce qui explique tant leur imposant pelage que leur surprenant régime alimentaire reposant à un fort pourcentage sur des lichens, des feuilles et des herbes. Toutes ces espèces sont menacées, sauf le rhinopithèque de Roxellane qui, un temps proche de l'extinction, a bénéficié indirectement des campagnes de protection du panda géant qui vit sur les mêmes terres que lui et dont l'habitat a été partiellement restauré ou préservé.
Leur longue queue leur sert à se stabiliser lors de leurs périlleuses acrobaties entre les arbres.
Le Rhinithecus est l'unique primate à savoir marcher debout dans la neige mis à part l'homme.

## Reproduction
C'est la femelle qui prend l'initiative de l'accouplement ; par des regards elle prend contact avec le mâle puis s'enfuit sur une courte distance ; parfois aussi elle lui présente ses parties génitales. Si le mâle montre de l'intérêt, ce qui n'arrive pas toujours, l'accouplement s'ensuit. Après une gestation d'environ 200 jours un petit (un seul la plupart du temps) vient au monde au printemps ou au début de l'été. Les jeunes atteignent leur maturité sexuelle entre cinq et sept ans. Sur la durée de l'allaitement ou l'espérance de vie on ne sait rien.